# Union de la jeunesse polonaise
L'Union de la jeunesse polonaise (Związek Młodzieży Polskiej, abbr. ZMP) est une organisation de jeunesse communiste polonaise qui a existé de 1948 à 1956. 

## Histoire
L'organisation était subordonnée au Parti des travailleurs polonais (plus tard le Parti ouvrier unifié polonais) et a agi comme un outil d'endoctrinement politique envers les jeunes.
Ses membres sont passés de près de 0,5 million en 1948 à plus d'un million en 1951 et à plus de 2 millions en 1955.
L'uniforme des membres du ZMP se composait d'une chemise verte et d'une cravate rouge.
L'organisation a été dissoute en 1957 lors de la libéralisation après le dégel de Gomułka et a été remplacée principalement par l'Union de la jeunesse socialiste (Związek Młodzieży Socjalistycznej).

## Présidents
- Janusz Zarzycki (1949–1949)
- Władysław Matwin (1949-1952)
- Stanisław Nowocień (1952-1953)
- Stanisław Pilawka (7 juin 1953–1954)
- Helena Jaworska (1954–1957)